# Тельдау
Тельдау (нім. Teldau) — громада в Німеччині, розташована в землі Мекленбург-Передня Померанія. Входить до складу району Людвігслуст-Пархім. Складова частина об'єднання громад Бойценбург-Ланд.
Площа — 27,35 км2. Населення становить 1029 ос. (станом на 31 грудня 2020).